# Orfeus i sta'n
Orfeus i sta'n är en balett komponerad 1938 av Hilding Rosenberg.
Statyn Orfeus (av Carl Milles) utanför Stockholms konserthus kommer till liv och ger sig ut i Stockholms nattliv på jakt efter Eurydike. Han finner henne vid Operans sceningång och de hamnar på en nattklubb. Efter ett bråk tvingas de fly därifrån, och till slut återvänder Orfeus till sin position som staty.
Ur musiken sammanställde Rosenberg den ofta spelade konsertversionen Danssvit ur Orfeus i sta'n.